# Magdalena Żuk
Magdalena Żuk war eine polnische Staatsbürgerin, die am 30. April 2017 im Urlaub in Ägypten im Alter von 27 Jahren unter nicht vollständig geklärten Umständen ums Leben kam.

## Leben
Magdalena Żuk stammte aus Bogatynia und lebte 2017 in Wrocław. Sie arbeitete dort als Kosmetikerin.

## Reise nach Ägypten und Tod
Żuk buchte im April 2017 eine Reise für zwei Personen ins Red Sea Resort in Hurghada, Ägypten und überraschte ihren Partner Markus am Tag der Abreise damit. Dieser verfügte jedoch über keinen gültigen Reisepass, sodass Żuk am 25. April schließlich alleine flog.
Nach Aussagen von Hotelangestellten wirkte Żuk bereits bei ihrer Ankunft im Hotel ängstlich und nervös. Zwei Tage später wirkte sie sowohl dem Hotelpersonal als auch ihrer Familie gegenüber desorientiert und psychotisch. Später zeigen Aufnahmen von Hotelmitarbeitern sie apathisch auf ihrem Hotelbett sowie auf dem Boden vor der Tür des Zimmers. 
Am 28. April versuchte ihr Freund unter Einbindung des polnischen Konsulats, Żuk mit einem Flug zurück nach Polen zu bringen. Aufgrund ihres schlechten Zustandes wurde sie aber stattdessen vom Reiseveranstalter ins Krankenhaus in Port Ghalid gebracht. Dort existierte jedoch keine psychiatrische Abteilung, sodass keine Aufnahme erfolgte.
Am 29. April telefonierte Żuk im Beisein des Reiseleiters Mahmoud K. über die Videofunktion ihres Telefons mit ihrem Freund. In dem Telefonat wirkte Żuk ängstlich und bat immer wieder darum, nach Hause geholt zu werden. Sie sprach von Tricks der Menschen vor Ort und davon, sie sei in Gefahr, wurde aber auch auf wiederholte Rückfragen hin nicht konkreter.
Am 30. April wurde sie erneut ins Krankenhaus gebracht, wo sie panisch wirkte und versuchte, durch das Fenster zu entkommen. Auch ein verabreichtes Beruhigungsmittel zeigte nur vorübergehende Wirkung, so dass man sie unter ständiger Beobachtung an ein Bett fixierte. Es gelang ihr dennoch, aus dem Fenster ihres Zimmers im zweiten Stock des Krankenhauses zu springen. Sie überlebte den Sturz zunächst, verstarb aber nach dem Transport in ein Krankenhaus in Hurghada.

## Reaktionen
Der Fall wurde international in den Medien rezipiert. In Polen kam es zur Verbreitung verschiedener Theorien zum Hintergrund der Geschehnisse. 
Es wurde vermutet, Żuk sei von Mitarbeitern des Hotels unter Drogen gesetzt und vergewaltigt worden. Die Familie der Toten vermutete, diese sei ermordet worden, um vorherige Ereignisse zu vertuschen. Andere Medien stellten Vermutungen über einen Zusammenhang mit organisiertem Verbrechen an.

## Untersuchung
Am 9. Mai fand in Ägypten eine Obduktion im Beisein eines polnischen Experten statt. Eine zweite Obduktion fand am 19. Mai in Polen statt.
Die Untersuchung wurde durch die polnischen Ermittlungsbehörden mehrfach verlängert, zuletzt bis zum 30. Juni 2022. Zu diesem Zeitpunkt waren bereits mehr als 200 Zeugen in Polen und Ägypten vernommen worden.
Die Familie der Toten behauptet, aus den aus Ägypten übermittelten Unterlagen würde hervorgehen, es hätten sich Drogen in Żuks Blut gefunden. Die polnische Ermittlungsbehörde verneint dies. Noch im Frühjahr 2021 beklagten die staatlichen Ermittler jedoch, es würden nach wie vor die originalen Untersuchungsergebnisse aus Ägypten fehlen. Die ursprünglich übermittelten Dokumente seien nur Ermittlungsergebnisse. Im Zuge der erneuerten Verlängerung der Ermittlungen Ende 2021 wurden auch fehlende Zeugenaussagen aus Ägypten als Grund genannt.